# ADINT
ADINT (zusammengesetzt aus englisch AD für „advertisement“, deutsch Werbeanzeige und englisch INTelligence, deutsch Nachrichtendienstliche Erkenntnisse) wird die Nutzung der vorhandenen Infrastruktur für zielgerichtete Online-Werbung durch Polizei, Militär und Geheimdienste zur Überwachung von Personen genannt.
Die Vizepräsidentin des EU-Parlaments Katarina Barley und der US-Senator Ron Wyden fordern öffentlich Konsequenzen.
So werden beispielsweise die Handy-Standortdaten der Werbeindustrie genutzt, um detaillierte Rückschlüsse auf die Aktivitäten von Personen zu ziehen. Die Wege einzelner Personen mit Zugang zu sicherheitsrelevanten Bereichen lassen sich so nachverfolgen, von Baracken bis hin zu Privatadressen, vom Supermarkt bis in Bordelle.
Auch die Bundesregierung hat in der Begründung zum Gesetzentwurf zur Änderung des BND-Gesetzes auf den Ankauf von „umfänglichen Werbedatenbanken“ und anderer Register abgestellt.
Der Bundesverband der Verbraucherzentralen schreibt: „Skrupellose Datenhändler sammeln und verbreiten hochsensible Informationen über Menschen, während Webseiten und Apps diese rechtswidrigen Praktiken überhaupt erst ermöglichen und die Aufsichtsbehörden völlig überfordert zu sein scheinen.“